# Veronika Neugebauer
Veronika Neugebauer (Monaco di Baviera, 27 novembre 1968 – Monaco di Baviera, 11 ottobre 2009) è stata una doppiatrice, conduttrice radiofonica e attrice tedesca.

## Biografia
Era figlia d'arte dell'attore Hartmut Neugebauer e sorella della cantante e doppiatrice Miryam Neugebauer.
È deceduta a 40 anni a causa di un  carcinoma del colon-retto.

## Filmografia

### Cinema
- Heidi - regia di Markus Imboden (2001)

## Doppiaggio

### Film
- Patricia Arquette in Ed Wood
- Saxon Trainor in Ipotesi di complotto
- Heather Donahue in The Blair Witch Project - Il mistero della strega di Blair
- Lucy Liu in Payback - La rivincita di Porter
- Neve Campbell in Panic, Scream, Sex Crimes - Giochi pericolosi, Appuntamento a tre
- Piper Perabo in L'altra metà dell'amore
- Colombe Jacobsen-Derstine in Men in Black II
- Winona Ryder in Mr. Deeds
- Missi Pyle in Big Fish - Le storie di una vita incredibile
- Devon Aoki in DOA: Dead or Alive
- Alba Rohrwacher in Caos calmo

### Film d'animazione
- Ash Ketchum in Pokémon 4Ever, Pokémon Heroes, Pokémon: Jirachi Wish Maker, Pokémon: Destiny Deoxys, Pokémon: Lucario e il mistero di Mew, Pokémon Ranger,Pokémon: L'ascesa di Darkrai,Pokémon: Giratina e il Guerriero dei Cieli
- Carmen in Melanzane - Estate andalusa
- Doctor Atsuko "Paprika" Chiba in Paprika - Sognando un sogno
- Rei in Perfect Blue

### Serie televisive
- Lisa Robin Kelly in That '70s Show
- Debbe Dunning in Quell'uragano di papà

### Serie televisive d'animazione
- Miranda Wright in Bonkers - Gatto combinaguai
- Naga the White Serpent in Slayers
- Ash Ketchum in Pokémon (stagioni 4-11)
- Sailor Jupiter in Sailor Moon
- Hibari Ginza in Speed Grapher